# Édouard Dujardin
Édouard Émile Louis Dujardin (Saint-Gervais-la-Forêt, 1861 - París, 1949) va ser un assagista, novel·lista, poeta i dramaturg francès, un dels majors representants del simbolisme.

## Biografia
Fill del capità marítim Alphonse Dujardin, Édouard va passar la major part de la seva infantesa a Rouen; va estudiar música al Conservatori de París, però posteriorment es va inclinar cap a la literatura. Igual com el seu amic Mallarmé, Dujardin va escriure poesia, a més de relats fantàstics, assaigs religiosos i obres teatrals. Tanmateix, el seu reconeixement mundial està lligat a les seves novel·les: Han tallat els llorers, publicada per primera vegada el 1888, és considerada com a la primera novel·la que utilitza el monòleg interior com recurs narratiu. L'esmentada obra va ser molt aclamada per l'escriptor irlandès James Joyce, que la considerava com una de les seves grans influències literàries.
Gran admirador de l'obra del músic Richard Wagner, Dujardin fundà la Revista wagneriana, la qual es va publicar entre 1885 i 1888, a fi de donar a conèixer l'obra i el pensament d'aquest compositor alemany.
Va tenir un fill amb Madeleine de Boisguillaume, que es dedicà en el París de final de segle a fer de model d'artistes.
Va morir a l'edat de 87 anys.

## Obra
- Els Argonautes (1924).
- La llegenda d'Antonia (trilogia) (1891-1893)
- Els llorers estan tallats (1888)